# Bibi Andersson

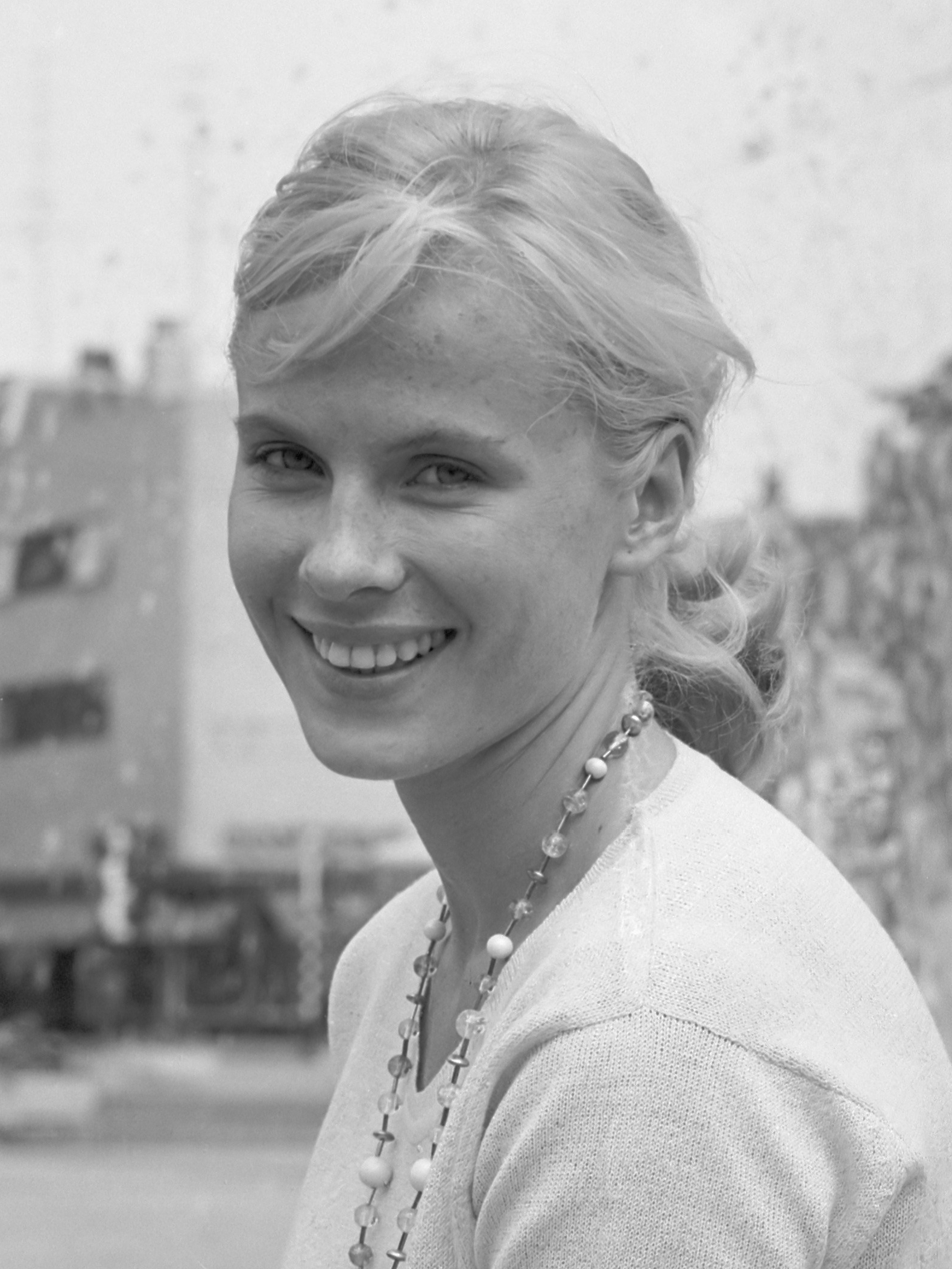
Bibi Andersson, 1961

Bibi Andersson (* 11. November 1935 als Berit Elisabet Andersson in Stockholm; † 14. April 2019 ebenda) war eine schwedische Schauspielerin. Internationale Bekanntheit erreichte sie durch ihre Auftritte in den Filmen von Ingmar Bergman.

## Leben
Bibi Andersson studierte von 1954 bis 1956 Schauspiel an der Gösta Terserus Theaterschule und der Schauspielschule des Königlichen Dramatischen Theaters in Stockholm.
Zur Zusammenarbeit mit Ingmar Bergman kam es zum ersten Mal 1951, als sie in einem von ihm inszenierten Werbefilm für die Seife „Bris“ mitwirkte. 1956 wurde sie Mitglied von Bergmans Theaterensemble in Malmö, erste größere Rollen in seinen Filmen spielte sie in Das siebente Siegel und Wilde Erdbeeren (beide 1957). Zu dieser Zeit war Bergman auch privat ihr Partner. Für die Rolle einer jungen unverheirateten Schwangeren in Nahe dem Leben (1958) erhielt sie 1958 zusammen mit Ingrid Thulin, Eva Dahlbeck und Barbro Hiort af Ornäs bei den Filmfestspielen von Cannes den Darstellerpreis. 1959 ging sie ans Königliche Dramatische Theater.
In den 1960er Jahren konnte Andersson die ihr zu ihrem Leidwesen häufig zugedachten Rollen der stets heiteren jungen Frau hinter sich lassen. Ihr intensives Porträt der Krankenschwester Alma in Persona (1966) gilt als eine ihrer besten Darstellungen. Es folgten weitere Filme mit Bergman sowie mit John Huston (Der Brief an den Kreml, 1970) und Robert Altman (Quintett, 1979). 1973 debütierte sie als Darstellerin auf der amerikanischen Theaterbühne in Erich Maria Remarques Full Circle, in den 1980er Jahren als Theaterregisseurin in Stockholm. In den späten 1980er und frühen 1990er Jahren arbeitete sie vornehmlich fürs Fernsehen und am Theater. Sie war außerdem Mitinitiatorin des humanitären Projektes „Road to Sarajevo“, mit dem sich Künstler im Krisengebiet des ehemaligen Jugoslawiens für Künstler und Menschen einsetzten. 1999 war Andersson Jurypräsidentin des World Film Festivals.
Bibi Andersson war von 1960 bis 1973 mit dem Regisseur Kjell Grede und von 1979 bis 1981 mit dem Politiker Per Ahlmark verheiratet. Seit 2004 war der Arzt Gabriel Mora Baeza ihr Ehepartner. 1996 veröffentlichte sie ihre Biografie Ett ögonblick („Einen Augenblick“).
2009 erlitt sie einen Schlaganfall, durch den sie ihr Sprachvermögen verlor. Seitdem lebte sie bis zu ihrem Tod in einem Pflegeheim. Sie starb am 14. April 2019 im Alter von 83 Jahren in Stockholm.

## Filmografie
- 1954: Verlorene Liebe (Herr Arnes Penningar)
- 1955: Das Lächeln einer Sommernacht (Sommarnattens leende)
- 1957: Das siebente Siegel (Det sjunde inseglet)
- 1957: Sommerfrische gesucht (Sommarnöje sokes) – Regie: Hasse Ekman
- 1957: Wilde Erdbeeren (Smultronstället)
- 1958: Nahe dem Leben (Nära Livet)
- 1958: Das Gesicht (Ansiktet)
- 1959: Frau nach Wunsch (Den kära leken) – Regie: Kenne Fant
- 1960: Das Teufelsauge (Djävulens öga)
- 1960: Dreimal vor der Hochzeit (Bröllopsdagen) – Regie: Kenne Fant
- 1960: Karneval – Regie: Lennart Olsson
- 1961: Lustgarten (Lustgården) – Regie: Alf Kjellin
- 1962: Aller Nächte Sehnsucht (Kort är sommaren) – Regie: Bjarne Henning-Jensen
- 1962: Schlafwagenabteil (Älskarinnan)
- 1964: Ach, diese Frauen (För att inte tala om alla dessa kvinnor)
- 1965: Duell in Diablo (Duel at Diablo)
- 1966: Syskonbädd 1782 (Geschwisterbett) (Syskonbädd 1782)
- 1966: Persona
- 1968: Die Mädchen (Flickorna)
- 1968: In den Adern heißes Blut (Violenza al sole)
- 1969: Der Brief an den Kreml (The Kremlin Letter)
- 1969: Geld zum zweiten Frühstück (Taenk pa et tal) – Regie: Palle Kjærulff-Schmidt
- 1969: Passion (En passion)
- 1970: The Touch
- 1972: Der Mann, der den Tod überlebte (Tschlowek s drugoj storony) – Regie: Juri Jegorow
- 1973: Szenen einer Ehe (Scener ur ett äktenskap)
- 1974: Rivalinnen (La rivale) – Regie: Sergio Gobbi
- 1975: Es regnet über Santiago (Il pleut sur Santiago) – Regie: Helvio Soto
- 1977: Ich hab’ dir nie einen Rosengarten versprochen (I Never Promised You a Rose Garden)
- 1978: Anklage: Mord (L’amour en question) – Regie: André Cayatte
- 1978: Ein Feind des Volkes (An Enemy of the People)
- 1978: Quintett (Quintet)
- 1979: Airport ’80 – Die Concorde (Airport ’80 – The Concorde)
- 1979: Liebe ohne Skrupel  (Twee vrouwen) – Regie: George Sluizer
- 1983: Ein Berg auf der Rückseite des Mondes (Berget på månens baksida) – Regie: Lennart Hjulström
- 1983: Gefährliches Dreieck (Exposed)
- 1985: Raoul Wallenberg (Wallenberg – A Heroe’s Story) – Regie: Lamont Johnson
- 1987: Babettes Fest (Babettes gaestebud)
- 1987: Das Schweigen der Herren (Los dueños del silencio) – Regie: Carlos Lemos
- 1990: Haute Tension: Schatten der Erinnerung (Secrèt de famille) – Regie: Daniele J. Suissa
- 1993: Die Frauen in Ingmar Bergmans Filmen – Regie: Katja Raganelli (Dokumentation)
- 2002: Elina (Elina – som om jag inte fanns)
- 2002: Schwestern im Leben – Regie: Wilfried Hauke
- 2003: The Lost Prince (Fernseh-Zweiteiler)
- 2003: Die Rückkehr des Tanzlehrers
- 2007: Arn – Der Kreuzritter (Arn – Tempelriddaren)
- 2009: The Frost – Regie: Ferren Audí

## Auszeichnungen
- 1958: Darstellerpreis der Internationalen Filmfestspiele von Cannes für Nahe dem Leben (gemeinsam mit Ingrid Thulin, Eva Dahlbeck und Barbro Hiort af Ornäs)
- 1963: Darstellerpreis der Internationalen Filmfestspiele Berlin für Schlafwagenabteil
- 1967: Guldbagge für Persona (Beste Hauptdarstellerin)
- 1967: Étoile de Cristal für Geschwisterbett (Beste ausländische Darstellerin)
- 1968: National Society of Film Critics Award für Persona (Beste Hauptdarstellerin)
- 1975: National Society of Film Critics Award für Szenen einer Ehe (Beste Nebendarstellerin)
- 2001: Guldbagge für Shit Happens (Beste Nebendarstellerin)
- 2004: Guldbagge für Elina (Beste Nebendarstellerin)
- 2008: Guldbagge für Arn – Der Kreuzritter (Beste Nebendarstellerin)[3]
- 2014: Benennung eines Asteroiden nach ihr: (73767) Bibiandersson[4]

## Werke
- Ett ögonblick, Norstedts, Stockholm 1996, ISBN 978-91-1-963792-5.